# OFK Bor
OFK Bor (srpski: OФK Бop) srbijanski je nogometni klub iz Bora, Borski okrug. 

## O klubu
Klub je osnovan 1919. godine kao Asotiation Sportive Bor (ASB), kao mješoviti srpsko-francuski klub, u okviru uprave i djelatnika Borskih rudnika. Prvu utakmicu igra 1920. godine. Početkom Drugog svjetskog rata klub mijenja naziv u BSK, a 1946. u Radnički, a potom jednostavno FK Bor, u prvim poratnim organiziranim natjecanjima. Klub je do 1974. bio RFK Bor ("Rudarski fudbalski klub Bor"'), a potom nanovo FK Bor, i naposljetku OFK Bor. 

U Drugu saveznu ligu ulazi 1963. godine, a od 1968. do 1975. godine igra šest godina u Prvoj saveznoj ligi, a potom nastupa u nižim ligaškim natjecanjima SFRJ, SRJ, Srbije i Crne Gore te Srbije. 

U sezoni 1967./68.  klub postiže svoj najveći uspjeh – igra završnicu Kupa maršala Tita, koju gubi od Crvene zvezde, koja je te godine i prvak, pa Bor nastupa u Kupu pobjednika kupova u sezoni 1968./69. 

## Uspjesi
Druga savezna liga SFRJ
- prvak: 1967./68. (Istok), 1971./72. (Istok)

Srpska liga
- prvak: 1962./63., 1979./80., 1989./90., 1995./96.

Niška zona
- prvak: 1960./61., 1961./62.

Pomoravsko-timočka zona
- prvak: 2013./14.

Borska okružna liga
- prvak: 2011./12.

Kup maršala Tita
- finalist: 1967./68.

Kup Borskog i Zaječarskog okruga
- pobjednik: 1935./36., 1936./37., 1938./39., 1995./96., 1996./97.

Kup Niškog nogometnog podsaveza
- pobjednik: 1953./54.

## Poznati igrači
- Ivica Dragutinović
- Sergije Krešić
- Bora Milutinović

## Poveznice
- srbijasport.net, OFK Bor, profil kluba